# Bruno Rodríguez Parrilla
Bruno Eduardo Rodríguez Parrilla (Città del Messico, 22 gennaio 1958) è un politico e diplomatico cubano, ministro degli Esteri di Cuba dal 2 marzo 2009 e membro dell'Burò Politico del Partito Comunista cubano dall'11 dicembre 2012.

## Biografia
Nato a Città del Messico nel 1958, è figlio dell'ingegnere e funzionario comunista José María Rodríguez Padilla. Si è laureato in giurisprudenza all'Università dell'Avana, presso la quale ha in seguito lavorato come professore di diritto internazionale pubblico. Nel 1986 è stato eletto segretario agli Affari Internazionali del Comitato Nazionale dell'Unione dei Giovani Comunisti, e nel 1991 è stato nominato direttore del quotidiano Juventud Rebelde.
Durante la Operación Carlota, ha prestato servizio in Angola come ufficiale delle Forze Armate Rivoluzionarie.
Membro del Comitato centrale del Partito comunista cubano dal 1990, è stato responsabile della politica culturale del Partito. Nel dicembre 1993 è stato quindi nominato ambasciatore plenipotenziario presso l'ONU, e, nel febbraio 1995, rappresentante permanente fino al dicembre 2003.
Vice-ministro degli esteri dal 2004, il 2 marzo 2009, a seguito di un rimpasto all'interno del governo di Raúl Castro, è stato scelto come ministro degli Affari Esteri in sostituzione di Felipe Pérez Roque.
L'11 dicembre 2012, sempre su proposta di Castro, il Comitato Centrale del Partito Comunista Cubano lo ha eletto all'unanimità come membro del suo Burò Politico.